# Jilib

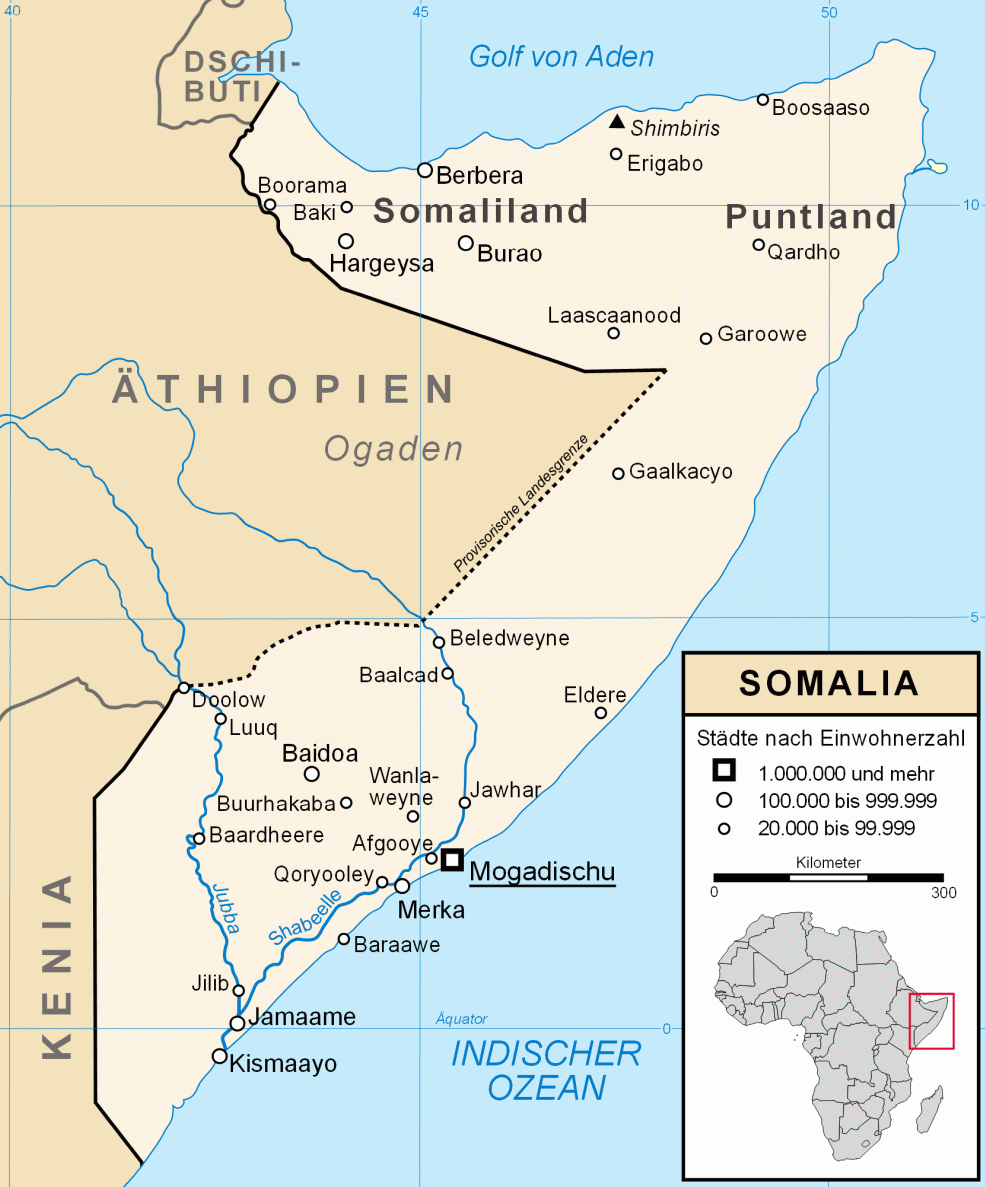
Karte Somalias

Jilib (auch Gilib oder Gelib geschrieben) ist eine Stadt im Süden Somalias und liegt in der Region Jubbada Dhexe (Mittel-Jubba), deren größte Stadt sie mit etwa 45.000 Einwohnern ist. Jilib liegt an der Mündung des Flusses Shabeelle in den Jubba, wobei der Shabeelle diese nur bei ausreichenden Regenfällen an seinem Oberlauf erreicht.
Am 31. Dezember 2006/1. Januar 2007 kam es in Jilib und Umgebung zur Schlacht von Jilib zwischen der Union islamischer Gerichte sowie Truppen Äthiopiens und der somalischen Übergangsregierung.